# Isosauris cinerea
Isosauris cinerea là một loài bướm đêm trong họ Geometridae.